# Västerbottens museum
Le Västerbottens museum (musée du comté de Västerbotten) est un musée situé à Umeå dans la province historique de Västerbotten en Suède.

## Historique
Le musée a été créé en janvier 1886, mais une grande partie de ses collections ont été détruites lors de l'incendie qui a touché la ville en juin 1888. Après une réouverture en 1890 et plusieurs déménagements successifs, le musée emménage finalement sur le site de Gammlia en 1943. Autour du bâtiment principal conçu par l'architecte Bengt Romare (sv) et qui héberge le musée, se trouve l'open air museum qui regroupe plusieurs musées qui se sont regroupés ici à partir de 1921.
Le musée est aujourd'hui l'un des plus visités de Suède avec 229 000 visiteurs en 2009. Il emploie une soixantaine de personnes.